# 舊金山49人
旧金山49人队（San Francisco 49ers）是一支位于美国加利福尼亚州舊金山灣區圣克拉拉的职业美式橄榄球队。49人队是美国國家美式橄欖球聯盟全国橄榄球联合会（NFC）西区的一员，主场为旧金山东南61千米处圣克拉拉的李维斯体育场。球队以1849年淘金热中抵达北加州的探矿者的称呼命名。
49人队成立于1946年，是全美橄榄球联盟的创始成员，1949年联盟合并时加入了。49人队是历史第十悠久的球队，自成立以来一直由意大利裔美国人家族（分别是莫拉比托家族和德巴尔托洛家族）拥有和经营。球队最初在旧金山的基泽体育场比赛，1971年迁至旧金山的蜡扦公园，2014年迁至圣克拉拉的李维斯体育场。自1988年以来，49人队的总部一直设在圣克拉拉。
“49人”是1849年湧入北加州的淘金者的統稱。馬歇爾發現黃金後的第二年,即1849年,人們從世界各地湧到舊金山附近的內華達山脈附近，所以當時舊金山的淘金者統稱為“49淘金者”。由此可見，這個球隊其實是繼承了舊金山San Francisco這座城市的歷史。球隊於2014年遷移至位於聖克拉拉市的新球場Levi's Stadium，但基於歷史情感因素，球隊名稱仍然延續舊金山。而2016年第50屆超級盃也在此新球場舉行。
2018年，球隊市值為30.5億美元，在世界前50名球隊中排第13名，同時在NFL排名第5。

## 球隊歷史

### 1950年-1980年
合併之初，49人隊的成績並不算突出，這31個球季之間，僅4度有季後賽的紀錄而已；在1957年球季拿下第一名，但在國聯分區季後賽中不敵底特律雄獅，因而無緣隊史第一座的聯會冠軍，除此之外大多的時間都在後段班，沒有太多的機會衝擊到季後賽；大聯盟合併後，在1970年—1972年間，49人隊完成了隊史首次的分區3連霸，但是在季後賽卻總是過不了達拉斯牛仔這關，連續3年在季後賽都輸給牛仔隊；此後，49人實力開始下滑，加上同組的洛杉磯公羊開始它們的盛世，在1973年—1979年這段期間完成分區7連霸，讓49人更加難以靠近季後賽的大門。

### 1981年-2002年
長達22年的球季時間，49人隊可說是常勝軍的代名詞，由蒙坦拿、杰里·赖斯、揚三位名人堂球星領銜的49人隊，橫跨3個不同的年代(80年代、90年代和千禧年初期)，有18個球季打晉級到季後賽，更在1981年、1984年、1988年、1989年級1994年這5個球季拿下最後的超級碗冠軍，但在史蒂夫．楊由於腦震盪提早宣布退役，加上90年代中、後期綠灣包裝工的崛起，95、96、97年連續3年在季後賽敗在綠灣包裝工手上，讓49人隊在90年代末期及千禧年初期不像在80年代如此呼風喚雨，但即使如此，也沒有人敢小看這支經驗老到的球隊。

### 2003年-2016年
2003年~2010年連續8個球季49人隊都未進入季後賽，2011年他們請來了史丹佛大學的主教練吉姆·哈博擔任新任主教練，他把球隊拉回正確的軌道，讓49人在2011年賽季再次重返了國聯決賽，可惜敗給了由小曼寧所帶領的紐約巨人隊；2012賽季，原本先發四分衛史密斯受傷後，由卡佩尼克替補上場，他靠者靈活的腳步移動和速度飛快的自行衝刺，令人大為驚豔，成功地帶領49人進入季後賽，並且在後來史密斯康復後，也持續先發，加上聯盟最為頂級的防守他們再次殺入國聯決賽，並且擊敗亞特蘭大獵鷹，殺入超級盃，但以31-34敗於巴爾的摩烏鴉，也使得49人隊中止了超級碗5連勝的傲人紀錄；2013賽季，49人隊依然拿下12勝的佳績，但同組的西雅圖海鷹在該季更拿下13勝，取得分組第1，也使得49人隊只得以第5種子一路從外卡出發，並再度殺到了國聯決賽，但由於最後一次的傳球被海鷹隊的謝爾曼Richard Sherman拍掉而告終，結束13年賽季；2014年賽季，是49人隊最慘的賽季之一，在賽季前半段，進攻組幾乎除了四分衛以外全部受傷過，整條進攻鋒線更是全部為替補，中鋒還一度由左護鋒來作替代，最後也僅以8勝結束球季，無緣季後賽；2015年休賽季期間，更是全聯盟人員流失最為嚴重的隊伍，沒有之一。明星線衛威利斯宣佈退役、老將跑衛戈爾離隊、而外接手魁布奇去了奧克蘭突擊者、全明星護鋒麥克．尤菩提Mike Iupati也遠走亞特蘭大獵鷹、全明星防守截鋒史密斯也退休了，這使得49人隊最終以5勝結束2015年賽季；2016年賽季，整個賽季氣氛低迷不說，又在季前熱身賽對綠灣包裝工時發生了四分衛卡佩尼克的「國歌風波」事件，讓49人隊整季都處於一種動盪不安的局勢中，最後也僅完成對洛杉磯公羊隊的主客場雙殺，拿下僅有的2勝，以2勝14負結束球季；2017年休賽期期間四分衛卡佩尼克離開，但也在這期間找來上季擔任亞特蘭大獵鷹隊進攻組教練的Kyle Shanahan擔任新球季的主帥，期盼能將幫助亞特蘭大獵鷹隊打進超級碗的經驗能夠幫助49人隊，完成重建的工作，重返榮耀。

### 現今
2017年賽季，49人隊開局相當不順，尤其四分衛的表現更是慘擔，導致前11場比賽就輸掉10場，而49人隊也在第10場打完也作了交易決定，向愛國者隊換來替補四分衛Jimmy Garoppolo，當首發四分衛及原來替補四分衛分別因傷及交易沒人時，Jimmy Garoppolo頂替上場卻打出精彩的表現，帶領49人隊以5連勝結束球季，也讓49人隊先以特權標籤挽留，最終也達成協議簽定5年1.375億美元合同，完成了重建的第一步。
2019年賽季，靠著防守組的好表現（國聯失分最低，聯盟第6），49人相隔6年後再次重返季後賽，並且打入超級盃，但以20-31不敵堪薩斯城酋長。

## 歷年戰績
| 赛季                 | 胜  | 负  | 平 | 常规赛季            | 季后赛 |
| -------------------- | --- | --- | -- | ------------------- | --- |
| 舊金山四九人（AAFC） |     |     |    |                     | |
| 1946                 | 9   | 5   | 0  | AAFC西區第二        | -- |
| 1947                 | 8   | 4   | 2  | AAFC西區第二        | -- |
| 1948                 | 12  | 2   | 0  | AAFC西區第二        | -- |
| 1949                 | 9   | 3   | 0  | AAFC聯盟第二        | 分區季後賽以17-7擊敗Brooklyn Yankees AAFC冠軍賽以7-21敗給克里夫蘭布朗                                               |
| 合併到NFL之後        |     |     |    |                     | |
| 1950                 | 3   | 9   | 0  | NFL國聯第六         | -- |
| 1951                 | 7   | 4   | 1  | NFL國聯第二（並列） | -- |
| 1952                 | 7   | 5   | 0  | NFL國聯第三         | -- |
| 1953                 | 9   | 3   | 0  | NFL西區第二         | -- |
| 1954                 | 7   | 4   | 1  | NFL西區第三         | -- |
| 1955                 | 4   | 8   | 0  | NFL西區第五         | -- |
| 1956                 | 5   | 6   | 1  | NFL西區第三         | -- |
| 1957                 | 8   | 4   | 0  | NFL西區第一（並列） | 分區季後賽以27-31敗給底特律雄獅                                                                                     |
| 1958                 | 6   | 6   | 0  | NFL西區第四         | -- |
| 1959                 | 7   | 5   | 0  | NFL西區第三（並列） | -- |
| 1960                 | 7   | 5   | 0  | NFL西區第二（並列） | -- |
| 1961                 | 7   | 6   | 1  | NFL西區第五         | -- |
| 1962                 | 6   | 8   | 0  | NFL西區第五         | -- |
| 1963                 | 2   | 12  | 0  | NFL西區第七         | -- |
| 1964                 | 4   | 10  | 0  | NFL西區第七         | -- |
| 1965                 | 7   | 6   | 1  | NFL西區第四         | -- |
| 超級盃時代           |     |     |    |                     | |
| 1966                 | 6   | 6   | 2  | NFL西區第四         | -- |
| 1967                 | 7   | 7   | 0  | NFL海岸區第三       | -- |
| 1968                 | 7   | 6   | 1  | NFL海岸區第三       | -- |
| 1969                 | 4   | 8   | 2  | NFL海岸區第四       | -- |
| 大聯盟合併           |     |     |    |                     | |
| 1970                 | 10  | 3   | 1  | 國聯西區第一        | 分區季後賽以17-14擊敗明尼蘇達維京人 國聯冠軍賽以10-17敗給達拉斯牛仔                                                 |
| 1971                 | 9   | 5   | 0  | 國聯西區第一        | 分區季後賽以24-20擊敗華盛頓紅人 國聯冠軍賽以3-14敗給達拉斯牛仔                                                      |
| 1972                 | 8   | 5   | 1  | 國聯西區第一        | 分區季後賽以28-30敗給達拉斯牛仔                                                                                     |
| 1973                 | 5   | 9   | 0  | 國聯西區第三        | -- |
| 1974                 | 6   | 8   | 0  | 國聯西區第二        | -- |
| 1975                 | 5   | 9   | 0  | 國聯西區第二        | -- |
| 1976                 | 8   | 6   | 0  | 國聯西區第二        | -- |
| 1977                 | 5   | 9   | 0  | 國聯西區第三        | -- |
| 1978                 | 2   | 14  | 0  | 國聯西區第四        | -- |
| 1979                 | 2   | 14  | 0  | 國聯西區第四        | -- |
| 1980                 | 6   | 10  | 0  | 國聯西區第三        | -- |
| 1981                 | 13  | 3   | 0  | 國聯西區第一        | 分區季後賽以38-24擊敗紐約巨人 國聯冠軍賽以28-27擊敗達拉斯牛仔 贏得第十六屆超級盃（以26-21擊敗辛辛那提孟加拉虎）     |
| 1982                 | 3   | 6   | 0  | 國聯第十一+         | -- |
| 1983                 | 10  | 6   | 0  | 國聯西區第一        | 分區季後賽以24-23擊敗底特律雄獅 國聯冠軍賽以21-24敗給華盛頓紅人                                                     |
| 1984                 | 15  | 1   | 0  | 國聯西區第一        | 分區季後賽以21-10擊敗紐約巨人 國聯冠軍賽以23-0擊敗芝加哥熊 贏得第十九屆超級碗（以38-16擊敗邁阿密海豚）              |
| 1985                 | 10  | 6   | 0  | 國聯西區第二        | 外卡季後賽以3-17敗給紐約巨人                                                                                        |
| 1986                 | 10  | 5   | 1  | 國聯西區第一        | 分區季後賽以3-49敗給紐約巨人                                                                                        |
| 1987                 | 13  | 2   | 0  | 國聯西區第一        | 分區季後賽以24-36敗給明尼蘇達維京人                                                                                 |
| 1988                 | 10  | 6   | 0  | 國聯西區第一        | 分區季後賽以34-9擊敗明尼蘇達維京人 國聯冠軍賽以28-3擊敗芝加哥熊 贏得第二十三屆超級碗（以20-16擊敗辛辛那提孟加拉虎） |
| 1989                 | 14  | 2   | 0  | 國聯西區第一        | 分區季後賽以41-13擊敗明尼蘇達維京人 國聯冠軍賽以30-3擊敗聖路易公羊 贏得第二十四屆超級碗（以55-10擊敗丹佛野馬）      |
| 1990                 | 14  | 2   | 0  | 國聯西區第一        | 分區季後賽以28-10擊敗華盛頓紅人 國聯冠軍賽以13-15敗給紐約巨人                                                       |
| 1991                 | 10  | 6   | 0  | 國聯西區第三        | -- |
| 1992                 | 14  | 2   | 0  | 國聯西區第一        | 分區季後賽以20-13擊敗華盛頓紅人 國聯冠軍賽以20-30敗給達拉斯牛仔                                                     |
| 1993                 | 10  | 6   | 0  | 國聯西區第一        | 分區季後賽以44-3擊敗紐約巨人 國聯冠軍賽以21-38敗給達拉斯牛仔                                                        |
| 1994                 | 13  | 3   | 0  | 國聯西區第一        | 分區季後賽以44-15擊敗芝加哥熊 國聯冠軍賽以38-28擊敗達拉斯牛仔 贏得第二十九屆超級盃（以49-26擊敗聖地牙哥電光）       |
| 1995                 | 11  | 5   | 0  | 國聯西區第一        | 分區季後賽以17-27敗給綠灣包裝工                                                                                     |
| 1996                 | 12  | 4   | 0  | 國聯西區第二        | 外卡季後賽以14-0擊敗費城老鷹 分區季後賽以14-35敗給綠灣包裝工                                                        |
| 1997                 | 13  | 3   | 0  | 國聯西區第一        | 分區季後賽以38-22擊敗明尼蘇達維京人 國聯冠軍賽以10-23敗給綠灣包裝工                                                 |
| 1998                 | 12  | 4   | 0  | 國聯西區第二        | 外卡季後賽以30-27擊敗綠灣包裝工 分區季後賽以18-20敗給亞特蘭大獵鷹                                                   |
| 1999                 | 4   | 12  | 0  | 國聯西區第四        | -- |
| 2000                 | 6   | 10  | 0  | 國聯西區第四        | -- |
| 2001                 | 12  | 4   | 0  | 國聯西區第二        | 外卡季後賽以15-25敗給綠灣包裝工                                                                                     |
| 2002                 | 10  | 6   | 0  | 國聯西區第一        | 外卡季後賽以39-38擊敗紐約巨人 分區季後賽以6-31敗給坦帕灣海盜                                                        |
| 2003                 | 7   | 9   | 0  | 國聯西區第三        | -- |
| 2004                 | 2   | 14  | 0  | 國聯西區第四        | -- |
| 2005                 | 4   | 12  | 0  | 國聯西區第四        | -- |
| 2006                 | 7   | 9   | 0  | 國聯西區第三        | -- |
| 2007                 | 5   | 11  | 0  | 國聯西區第三        | -- |
| 2008                 | 7   | 9   | 0  | 國聯西區第二        | -- |
| 2009                 | 8   | 8   | 0  | 國聯西區第二        | -- |
| 2010                 | 6   | 10  | 0  | 國聯西區第三        | -- |
| 2011                 | 13  | 3   | 0  | 國聯西區第一        | 分區季後賽以36-32擊敗紐奧良聖徒 國聯冠軍賽以17-20敗給紐約巨人（1次加時）                                            |
| 2012                 | 11  | 4   | 1  | 國聯西區第一        | 分區季後賽以45-31擊敗綠灣包裝工 國聯冠軍賽以28-24擊敗亞特蘭大獵鷹 第四十七屆超級盃以31-34敗給巴爾的摩烏鴉           |
| 2013                 | 12  | 4   | 0  | 國聯西區第二        | 外卡季後賽以23-20擊敗綠灣包裝工 分區季後賽以23-10擊敗卡羅萊納黑豹 國聯冠軍賽以17-23敗給西雅圖海鷹                   |
| 2014                 | 8   | 8   | 0  | 國聯西區第三        | -- |
| 2015                 | 5   | 11  | 0  | 國聯西區第四        | -- |
| 2016                 | 2   | 14  | 0  | 國聯西區第四        | -- |
| 2017                 | 6   | 10  | 0  | 國聯西區第四        | -- |
| 2018                 | 4   | 12  | 0  | 國聯西區第三        | -- |
| 2019                 | 13  | 3   | 0  | 國聯西區第一        | 分區季後賽以27-10擊敗明尼蘇達維京人 國聯冠軍賽以37-20擊敗綠灣包裝工 第五十四屆超級盃以20-31敗給堪薩斯城酋長         |
| 2020                 | 6   | 10  | 0  | 國聯西區第四        | -- |
| 2021                 | 10  | 7   | 0  | 國聯西區第三        | 外卡季後賽以23-17擊敗達拉斯牛仔 分區季後賽以13-10擊敗綠灣包裝工 國聯冠軍賽以17-20敗給洛杉磯公羊                     |
| 2022                 | 13  | 4   | 0  | 國聯西區第一        | 外卡季後賽以41-23擊敗西雅圖海鷹 分區季後賽以19-12擊敗達拉斯牛仔 國聯冠軍賽以7-31敗給費城老鷹                        |
| 2023                 | 12  | 5   | 0  | 國聯西區第一        | 分區季後賽以24-21擊敗綠灣包裝工 國聯冠軍賽以34-31擊敗底特律雄獅 第五十八屆超級盃以22-25敗給堪薩斯城酋長             |
| 2024                 | 6   | 11  | 0  | 國聯西區第四        | -- |
| 總計                 | 630 | 526 | 16 | （NFL常規賽）       | （NFL常規賽） |
| 總計                 | 39  | 25  | 0  | （NFL季後賽）       | （NFL季後賽） |
| 總計                 | 669 | 551 | 16 | （所有比賽）        | （所有比賽） |

+：因為球員罷工的關係，使球季縮短，在同分區的所有球隊以名次作出季後賽資格。

## 主教練
- Lawrence (Buck) Shaw：1946年 - 1949年 （AAFC總戰績37勝15負2和；常規賽36勝14負2和，季後賽1勝1負）◎
- Lawrence (Buck) Shaw：1950年 - 1954年 （33勝25負2和）
- Norman (Red) Strader：1955年 （4勝8負）
- Frankie Albert：1956年 - 1958年 （總戰績19勝17負1和；常規賽19勝16負1和，季後賽0勝1負）
- Howard (Red) Hickey：1959年 - 1963年 （27勝27負1和）◎◎
- Jack Christiansen：1963年 - 1967年 （26勝38負3和）
- Dick Nolan：1968年 - 1975年 （總戰績56勝56負5和；常規賽54勝53負5和，季後賽2勝3負）
- Monte Clark：1976年 （8勝6負）
- Ken Meyer：1977年 （5勝9負）
- Pete McCulley：1978年 （1勝8負）◎◎◎
- Fred O.Connor：1978年 （1勝6負）
- Bill Walsh：1979年 - 1988年 （總戰績102勝63負1和；常規賽92勝59負1和，季後賽10勝4負，三次超級碗冠軍）
- George Seifert：1989年 - 1996年 （總戰績108勝35負；常規賽98勝30負，季後賽10勝5負，二次超級碗冠軍）
- Steve Mariucci：1997年 - 2002年 （總戰績60勝43負；常規賽57勝39負，季後賽3勝4負）
- Dennis Erickson：2003年 - 2004年 （9勝23負）
- Mike Nolan：2005年 - 2008年 （18勝37負）◎◎◎◎
- 迈克·辛格尔塔里（英语：Mike Singletary）：2008年 - 2010年 （19勝22負）※
- Jim Tomsula：2010年，2015年 （6勝11負）
- 吉姆·哈博：2011年 - 2014年 （總戰績49勝22負1和；常規賽44勝19負1和，季後賽5勝3負）
- Chip Kelly：2016年 （2勝14負）
- 凯尔·沙纳汉（英语：Kyle Shanahan）：2017年至今（目前總戰績56勝48負；常規賽52勝46負，季後賽4勝2負）

◎：因AAFC聯盟並未提供相關數據及記錄給NFL聯盟，故1946~1949年賽季的執教成績不列入計算（常規賽及季後賽皆是）。

◎◎：第五任教練Howard (Red) Hickey在1963年賽季前3場輸球後遭球團解除總教練一職，由Jack Christiansen直接接任總教練一職。

◎◎◎：第十任教練Bob Waterfield在1962年賽季前9場戰績僅1勝8負後遭球團解除總教練一職，由助理教練Fred O’Connor代理並帶至1978年球季結束。

◎◎◎◎：第十五任教練Mike Nolan在2008年賽季前7場戰績僅2勝5負後遭球團解除總教練一職，由迈克·辛格尔塔里直接接任總教練一職。

※：第十六任教練迈克·辛格尔塔里在2010年賽季15場打完後個人因素及球團考量辭去總教練一職，由助理教練Jim Tomsula代理並帶至2010年球季結束。

## 退休號碼
- 8  Steve Young （QB）（1987年-1999年）
- 12  John Brodie （QB）（1957年-1973年）
- 16  Joe Montana （QB）（1979年-1992年）
- 34  Joe Perry （FB）（1948年-1960年，1963年）
- 37  Jimmy Johnson （DB，HB）（1961年-1976年）
- 39  Hugh McElhenny （HB）（1952年-1960年）
- 42  Ronnie Lott （DB）（1981年-1990年）
- 70  Charlie Krueger （DT，DE）（1959年-1973年）
- 73  Leo Nomellini （DT，T）（1950年-1963年）
- 79  Bob St.Clair （T）（1953年-1963年）
- 80  Jerry Rice （WR）（1985年-2000年）
- 87  Dwight Clark （WR）（1979年-1987年）

## 特殊紀錄
- 在路易斯安娜超級巨蛋舉行的第四十七屆超級盃前，49人隊在超級盃史上從未輸過，5戰全勝，同時也是超級盃5連勝的佳績，這在當時仍是NFL的紀錄；但是在輸給了巴爾的摩烏鴉後，這項傲人的紀錄也隨之宣告結束。

## 瑣事
- 2016年8月16日，黑人牧師遭到警察槍殺，再次引發美國社會輿論，而四分衛科林·卡佩尼克在2016年8月29日季前熱身賽對綠灣包裝工賽前演奏國歌時，拒絕在唱國歌時起立，抗議種族不平等，遭觀眾噓爆，球迷群起憤慨、燒毀他球衣洩憤，事件持續延燒，引發關注；而此「國歌風波」也包括籃球員和其他足球員也都紛紛響應種族抗議活動，在當時也成為全美最受關注的大事件。時任美國總統歐巴馬也非常關心此事，「長久以來一直都有不少運動名人都這麼做。我相信他非常在乎這迫切需要討論的問題，他們的行動讓這些議題有更多討論機會。」，不過此事卻也引起不少爭議，也使得卡普尼克在上場比賽時觀眾直接報以噓聲；在2016年賽季結束成自由球員後，也因這件事情，至今仍乏人問津，沒有任何出賽紀錄。

## 相關新聞
- 黑人牧師遭警射殺無辜冤死　NBA球星韋德、朗多籲正視問題 （页面存档备份，存于）
- 別叫我美國人！　NFL球員拒唱國歌抗議種族歧視 （页面存档备份，存于）
- NFL球員抗議國歌事件延燒　黑人呼籲白人加入行列 （页面存档备份，存于）

## 外部連結
- 球隊官方網站 （页面存档备份，存于）

Template:舊金山